# Kim tự tháp Neferefre
Kim tự tháp Neferefre, còn được gọi là Kim tự tháp Raneferef là một kim tự tháp chưa hoàn thành của pharaon Neferefre, nằm trong khu nghĩa trang Abusir. Neferefre ở ngôi không lâu thì qua đời khi tầm hơn 20 tuổi, và vì thế kim tự tháp của ông nhanh chóng được xây thành một ngôi mộ mastaba. Mặc dù chưa được hoàn thành, khu phức hợp của ông vẫn tiếp tục được mở rộng bởi người kế vị của nhà vua.
Neferefre đã đặt tên cho kim tự tháp của mình là nTri bAw nfrf ra ("Uy quyền thiêng liêng của Neferefre" hay "Linh hồn Ba thiêng liêng của Neferefre"). Kim tự tháp của Neferefre chỉ cao khoảng 7 mét, với chiều dài các cạnh là 65 mét. Khu phức hợp của kim tự tháp nằm ở tận phía nam của Abusir, trở thành phức hợp nằm xa nhất so với tất cả các kim tự tháp trong nghĩa trang.

## Lịch sử khảo cổ
Nhiều nhà khảo cổ đã khai quật nơi này, bao gồm John Shae Perring (1835 - 1837), Karl Richard Lepsius (1842 - 1846), Jacques de Morgan và Ludwig Borchardt cùng nhiều người khác. Một số người đồng tình rằng đây là kim tự tháp của Neferefre, số khác thì lại gán nó cho Shepseskare nhưng một số khác vẫn để ngỏ về vấn đề chủ nhân của kim tự tháp này. Lepsius đã gọi nó là Lepsius XXVI trong danh sách các kim tự tháp của ông.
Ludwig Borchardt đã thử đào một đường hầm kéo dài từ phía bắc đến trung tâm khu lăng mộ. Ông nghĩ rằng, nếu đây là một ngôi mộ đã hoàn thành, nó phải có một hành lang dẫn vào phòng chôn cất. Tuy nhiên, cuộc thử nghiệm thất bại, và Borchardt đã kết luận rằng đây là một công trình chưa hoàn thiện.
Vào năm 1974, nhóm nghiên cứu người Séc đến từ trường Đại học Charles đã tiến hành một cuộc khai quật có hệ thống. Họ phát hiện một khối đá bên trong lõi kim tự tháp có ghi tên bằng mực đen của Neferefre. Trước đó, họ cũng phát hiện được một mảnh giấy cói tại đền thờ pharaon Neferirkare, cha của Neferefre, ghi lại rằng, có ít nhất một ngôi đền của Neferefre tại Abusir, và có lẽ rất gần với khu phức hợp của Neferirkare. Một khối đá vôi tại một ngôi làng trong Abusir, được phát hiện bởi nhà Ai Cập học Édouard Ghazouli trong thập niên 1930, mô tả Neferirkare cùng với người vợ Khentkaus II và con trai Neferefre.
Cuộc nghiên cứu vẫn tiếp tục cho đến khoảng thập niên 1980. Trong đống đổ nát, họ tìm được những mảnh vỡ của một cỗ quan tài bằng đá granite hồng cùng với bàn tay trái của một xác ướp. Các kết quả điều tra cho thấy, bàn tay này thuộc về một người đàn ông đã chết trong độ tuổi từ 20 - 23. Kết hợp các bằng chứng khảo cổ học và giải phẫu này, Neferefre gần như chắc chắn là chủ nhân của kim tự tháp này.
Hai con dấu bằng đất sét mang tên Horus của Shepseskare được phát hiện trong đền thờ của Neferefre trong quá trình khai quật của đoàn nghiên cứu người Séc. Nếu con dấu này chỉ ra rằng, Shepseskare đã cho hoàn công ngôi mộ của Neferefre, thì Shepseskare sẽ là người kế nhiệm trực tiếp của Neferefre và không phải là Nyuserre.

## Khu phức hợp kim tự tháp

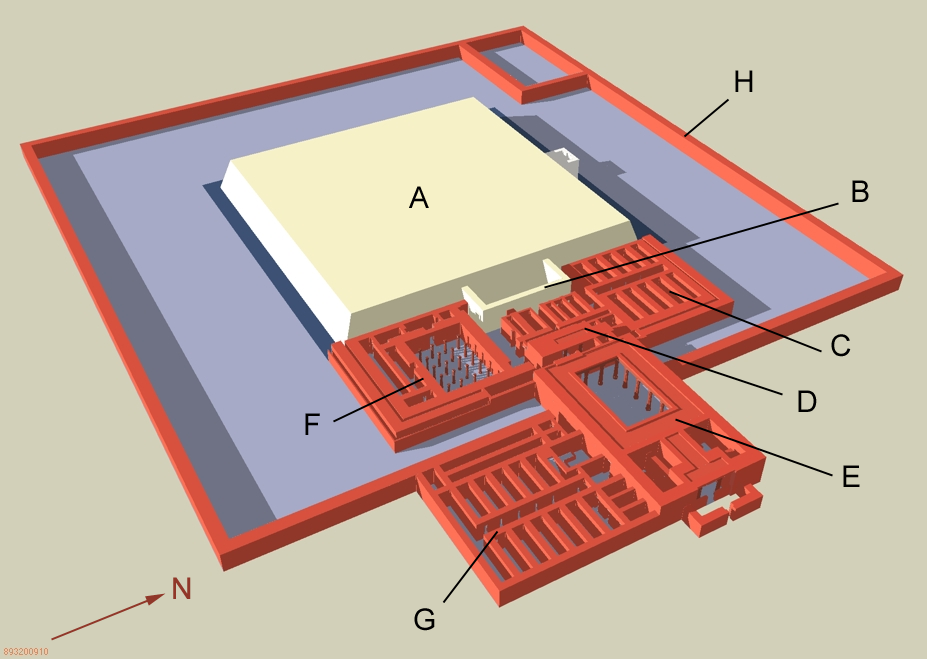
Sơ đồ khu phức hợp chôn cất của pharaon Neferefre

Do cái chết đột ngột của Neferefre, kim tự tháp của ông đã nhanh chóng chuyển thành một ngôi mộ mastaba và một đền thờ tang lễ được xây bằng gạch bùn cạnh bên (không phải bằng đá vôi như ở các kim tự tháp khác). Các vua kế tục của ông đã tiếp tục cho mở rộng và hoàn thiện khu phức hợp này, nhưng vẫn giữ nguyên hình dáng ngôi mộ của ông. Văn thư trong những cuộn giấy cói tại đền thờ đều gọi kim tự tháp của Neferefre là "gò đất".
Thực tế, một lớp đất sét dày vài cm đã được phủ lên mộ của Neferefre, lâu dần, chúng khô lại và trở thành một lớp đá thô, thực sự trông như một gò đất nổi lên giữa sa mạc. Hơn nữa, do bản chất chưa hoàn thành của khu phức hợp mà nó trở nên ít hấp dẫn đối với những tên trộm mộ và khai thác đá (mặc dù chúng cũng gây ra một thiệt hại đáng kể).
Cả khu phức hợp được bao bọc trong một bức tường, tuy nhiên ở góc tây bắc lại được tách biệt thành một khu nhỏ, không rõ mục đích của nơi này.

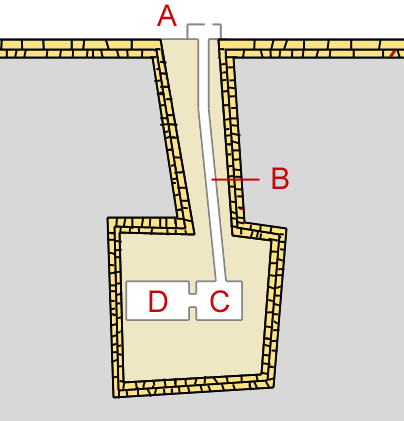
Bên trong kim tự tháp

### Kim tự tháp
Cũng như những kim tự tháp khác, lối vào nằm ở ngay nhà nguyện phía bắc. Hành lang dẫn vào không được thẳng, lệch về phía phòng ngoài, nằm ngay trung tâm của kim tự tháp. Cửa chặn bằng đá granite hồng ở phía tây của phòng ngoài dẫn đến phòng chính, cả hai phòng được lát đá vôi trắng.
Nhiều phần của xác ướp được tìm thấy trong kim tự tháp, bao gồm cả bàn tay trái của nhà vua. Bên cạnh đó là những mảnh vỡ của cỗ quan tài đá và của những chiếc bình nội tạng của ông. Viên đá có ghi tên Neferefre cũng được tim thấy tại đây.
Nhiều văn tự khắc trên các bức tường cũng là một phát hiện lịch sử quan trọng trong thời kỳ cai trị của Neferefre. Một dòng chữ đề cập rằng, "năm của lần kiểm kê gia súc đầu tiên" (năm thứ hai của Neferefre), cho thấy rằng ông đã chết trong năm này, hoặc sau đó không lâu.

### Đền thờ tang lễ
Một số công trình quan trọng như kim tự tháp vệ tinh hay đền thung lũng lại bị thiếu trong khu phức hợp. Những ngôi đền sau này được xây bởi những vua kế nhiệm của Neferefre.
Một ngôi đền nhỏ bằng đá vôi nằm ở phía đông của kim tự tháp. Vì tình trạng đổ nát của ngôi đền hiện nay, ta chỉ có thể đoán được kiến trúc của nó dựa vào các tàn tích còn sót lại. Ngôi đền này có một khoảng sân dùng để tiến hành các lễ tế và một phòng rửa tội. Dấu tích của một bệ thờ vẫn còn nằm tại đó. Một cánh cửa giả bằng granite đỏ ở phía tây của đền thờ có khắc những chữ mạ vàng. Ngoài ra, ngôi đền còn có 2 phòng để cất giữ các vật dụng và những con thuyền buồm dùng trong tang lễ. Những cái hũ bằng đất sét, một cái đầu bò và xác ướp của một con chim được chôn dưới đền thờ, là một phần của nghi lễ tôn giáo.

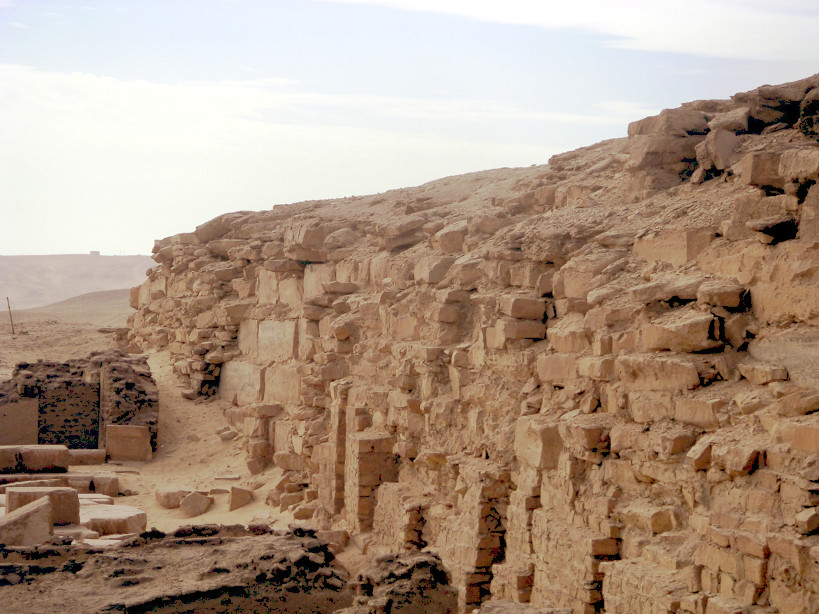
Bên ngoài kim tự tháp và tàn dư của ngôi đền

Không rõ ai là người xây ngôi đền này. Người ta tin rằng đó là Shepseskare, do hai con dấu bằng đất sét mang tên của ông được tìm thấy tại đây. Có lẽ ông ta chỉ cai trị trọng một thời gian cực ngắn, và Nyuserre đã tiếp quản công việc xây dựng này.
Nyuserre đã cho mở rộng ngôi đền này dưới thời trị vì của ông. Một điều đặc biệt là cấu trúc của ngôi đền được xây hoàn toàn bằng gạch bùn. Mặc dù ít bền hơn đá, nó lại ít tốn kém và xây dựng với đỡ mất thời gian hơn. Nhiều căn phòng chứa đồ cũng được xây dựng thêm.
Lối vào ngôi đền mới dẫn tới một tiền sảnh rộng với 20 cây cột gỗ hình dạng hoa sen. Những mảnh vỡ từ mái trần cho thấy chúng được sơn màu xanh và điểm những ngôi sao vàng. Những mảnh vỡ từ những bức tượng của ông tại đây cho thấy chúng được làm từ những vật liệu khác nhau như đá bazan, thạch anh, đá vôi, diorit và gỗ. Chỉ có 6 bức tượng hầu như là còn nguyên vẹn. Trong đó có một bức tượng nhỏ bằng thạch anh hồng của nhà vua được cho là đẹp nhất. Trong thời gian cai trị của Djedkare, các tư tế đã cho xây những căn phòng gạch bên trong tiền sảnh, nhưng đã không còn sau khi vương triều kết thúc.
Một đền thờ để tiến hành những nghi lễ giết mổ, được gọi là "Ngôi đền của những con dao mổ", ở phía đông nam kim tự tháp. Nơi đây, những con vật sẽ bị giết để đem đi hiến tế, thịt của chúng sẽ được phơi khô trên tầng mái, sau đó được cất giữ trong những phòng kho ở phía bắc. Sử sách ghi lại, có hơn 100 con bò đực đã bị giết để làm tế phẩm cho nhà vua. Ngôi đền này đã bị phá hủy vào thời kỳ Vương triều thứ 6.

## Sách tham khảo
- Mark Lehner (1999), "pyramids (Old Kingdom), construction of" trong Kathryn A. Bard, Encyclopedia of the archaeology of ancient Egypt, London; New York: Routledge ISBN 978-0-203-98283-9
- Mark Lehner (1997), The Complete Pyramids: Solving the Ancient Mysteries, London: Thames and Hudson Ltd, tr.146-148 ISBN 978-0-500-28547-3
- Mark Lehner (2008), The Complete Pyramids: Solving the Ancient Mysteries, London: Thames and Hudson Ltd, tr.146-148 ISBN 978-0-500-28547-3
- Miroslav Verner (1994), Forgotten pharaohs, lost pyramids: Abusir, Prague: Academia Škodaexport. ISBN 978-80-200-0022-4
- Miroslav Verner (1999), The Pyramids: The Mystery, Culture, and Science of Egypt's Great Monuments, Grove/Atlantic. ISBN 978-0-802-11703-8
- Miroslav Verner (2001), The Pyramids: The Mystery, Culture and Science of Egypt's Great Monuments, New York: Grove Press ISBN 978-0-802-11703-8